# Miguel Castelo Agra
Miguel Ángel Castelo Agra (Freás de Eiras, Ramirás, 20 d'abril de 1946) és un periodista i cineasta gallec.

## Trajectòria
Llicenciat en Ciències de la Informació en l'especialitat d'Imatge. Va començar a la indústria audiovisual als anys setanta realitzant curtmetratges. Va combinar la seva activitat com a crític de cinema i teatre amb produccions per a cinema, televisió i vídeo. El 1979 va fundar la distribuïdora Rula Difusora Cultural Galega i posteriorment la productora Video Trama (1983). Va dirigir per a TVE el primer programa dedicat al cinema gallec, Do cinema galego (1984), i va col·laborar en diversos espais de la Televisión de Galicia. Ha estat professor de mitjans audiovisuals a l'ETS d'Arquitectura de la Corunya.

## Filmografia
- A tola (1974), de Miguel Gato (com a foto-fixa).
- Fendetestas (1975), de Antonio F. Simón (com a foto-fixa)
- Illa (1976), de Carlos L. Piñeiro.
- O herdeiro (1976), de Miguel Gato.

### Com a director
- O pai de Migueliño (1977).
- Macana de dote, ché (1991).
- O desexo (1992), adaptació del conte de Rafael Dieste "O vello que quería ver o tren".